# Список президентів Словаччини
Президе́нт Слова́ччини (словац. Prezident Slovenskej republiky) — голова Словацької республіки та Верховний головнокомандувач її Збройних сил.
Вперше ця посада з'явилася у Першій словацькій республіці (1939-1945). Після завершення Другої світової війни Словацькі землі повернулися до складу Чехословаччини і посаду президента Словаччини було скасовано. Після проголошення незалежності у 1993 році її знову було відновлено.

## Президенти
| [*] | Президент | Президент       | На посаді      | Пішов з посади | Партія                            | Прем'єр-міністр |
| --- | --------- | --------------- | -------------- | -------------- | --------------------------------- | --- |
| -   |           | Йозеф Тисо      | 26 жовтня 1939 | 8 травня 1945  | Глинкова словацька народна партія | Войтех Тука (27 жовтня 1939 — 5 вересня 1944) Штефан Тисо (5 вересня 1944 — 4 квітня 1945)                                                                                         |
| 1   |           | Міхал Ковач     | 2 березня 1993 | 2 березня 1998 | Рух за Демократичну Словаччину    | Владимир Мечіар (1 січня 1993 — 16 березня 1994) Йозеф Моравчик (16 березня 1994 — 13 грудня 1994) Владимир Мечіар (13 грудня 1994 — 29 жовтня 1998)                               |
| 2   |           | Рудольф Шустер  | 15 червня 1999 | 15 червня 2004 | Партія суспільного порозуміння    | Мікулаш Дзурінда (30 жовтня 1998 — 4 липня 2006) |
| 3   |           | Іван Гашпарович | 15 червня 2004 | 15 червня 2014 | Рух за демократію                 | Мікулаш Дзурінда (30 жовтня 1998 — 4 липня 2006) Роберт Фіцо (4 липня 2006 — 8 липня 2010) Івета Радічова (8 липня 2010 — 4 квітня 2012) Роберт Фіцо (4 квітня 2012 — по сьогодні) |
| 4   |           | Андрей Кіска    | 15 червня 2014 | 15 червня 2019 | Незалежний політик                | Роберт Фіцо Петер Пеллегріні |
| 5   |           | Зузана Чапутова | 15 червня 2019 | По сьогодні    | Прогресивна Словаччина            | Петер Пеллегріні |

## Виконувачі обов'язків президента
| Ім'я                            | Термін                                                         |
| ------------------------------- | -------------------------------------------------------------- |
| Владимир Мечіар                 | 1 січня 1993 — 2 травня 1993                                   |
| Владимир Мечіар Іван Гашпарович | 2 березня 1998 — 30 жовтня 1998 14 липня 1998 — 30 жовтня 1998 |
| Мікулаш Дзурінда Йозеф Мігаш    | 30 жовтня 1998 — 15 червня 1999                                |